# Bierne (Zweden)
De Bierne is een berg in het noorden van Zweden. De berg ligt in de gemeente Kiruna ten oosten van het Divgameer en de Biernerivier. De naam van de rivier komt van de berg.